# Balanophyllia incisa
Espèce
Balanophyllia incisa est une espèce de coraux appartenant à la famille des Dendrophylliidae. Selon la base de données WoRMS cette espèce correspond à Dendrophyllia incisa Crossland, 1952.